# Романов, Георгий Михайлович
Гео́ргий Миха́йлович Рома́нов (род. 13 марта 1981, Мадрид, Испания) — потомок дома Романовых по линии своей матери, признаваемый частью монархистов (кирилловцами) наследником главенства в Российском императорском доме. Единственный ребёнок Марии Романовой и принца Прусского Франца Вильгельма (в православии — Михаила Павловича).

## Происхождение
Георгий — сын принца Прусского Франца-Вильгельма Гогенцоллерна и Марии Владимировны Романовой. Родители развелись в 1985 году.
Отец — сын принца Прусского Карла Франца-Иосифа (лейтенант немецкой армии), внук принца Прусского Иоахима, правнук германского императора Вильгельма II, низложенного в 1918 году.
Мать — дочь Владимира Кирилловича Романова (1917—1992), внучка Великого Князя Кирилла Владимировича Романова (1876—1938) — двоюродного брата Николая II, правнучка великого князя Владимира Александровича — брата императора Александра III, праправнучка императора Александра II.
Через прапрадеда по отцовской линии императора Германии Вильгельма II и прабабку по материнской линии английскую принцессу Викторию Мелиту (великую княгиню Викторию Фёдоровну) — прямой потомок английской королевы Виктории.
По линии королевы Виктории в родстве со многими ныне царствующими династиями Европы: пятиюродный брат короля Великобритании Карла III и четвероюродный племянник бывшего короля Испании Хуана Карлоса, короля Норвегии Харальда V, короля Швеции Карла XVI Густава, королевы Дании Маргрете II.

## Титулование
Пунктом з) Акта от 21 июля 1976 г. Владимир Кириллович Романов ещё до брака своей дочери Марии Владимировны установил, что его будущие внуки будут носить в качестве первой фамилию Романов и великокняжеский титул, с последующим присоединением фамилии и титула принца или принцессы Прусской. Однако при рождении Георгий Михайлович получил фамилию Романов и титул Его Императорского высочества Великого Князя — титул же Принца Прусского упомянут уже не был. С 1992 г. сторонниками Марии Владимировны титулуется как «Его Императорское Высочество Государь Наследник Цесаревич и Великий Князь». Они же предполагают, что Георгий Романов станет родоначальником новой российской династии — Романовых-Гогенцоллернов.
Ещё при его рождении князь Василий Александрович Романов, председатель Объединения членов рода Романовых, опубликовал заявление, в котором говорилось: «Счастливое событие в прусском королевском доме не имеет отношения к Романовым, поскольку новорождённый князь не принадлежит ни к Русскому Императорскому дому, ни к роду Романовых». Рядом потомков Романовых по прямой мужской линии династические права Георгия Михайловича также оспариваются.
Противники Кирилловичей именуют его Георгом Гогенцоллерном, а также — в шутку — «царевичем Гошей».

## Биография
Родился 13 марта 1981 года. Был назван в честь своего прадеда по материнской линии князя Георгия Александровича Багратион-Мухранского. Крещён 6 мая 1981 года в православной церкви в Мадриде архиепископом Лос-Анджелесским Антонием (РПЦЗ) в присутствии короля Испании Хуана-Карлоса и его супруги королевы Софии, бывшего царя Болгарии Симеона II и его жены царицы Маргариты, а крёстным отцом был бывший король Греции Константин II. Детство прошло в городе Сен-Бриаке, затем Георгий переехал в Париж. До 1999 года вместе с матерью жил в Мадриде.
Впервые посетил Россию в 1992 году, когда вся семья прибыла на отпевание его деда Владимира Кирилловича. 9 апреля 1998 года, во время паломнической поездки в Святую землю, принёс установленную Основными Законами Российской империи династическую присягу. Церемония состоялась в Иерусалиме, в Тронном зале патриаршей резиденции, где клятву принял патриарх Иерусалимский Диодор.
Учился в школах Франции и Испании, в Оксфордском университете. Начал работать в аппарате Европарламента, потом перешёл на должность помощника вице-президента Еврокомиссии и комиссара по транспорту и энергетике Лайолы де Паласио в Брюсселе, работал в аппарате Европейской комиссии в Люксембурге, где занимался проблемами атомной энергетики и безопасности ядерного производства. Неоднократно представлял Российский императорский дом на разных европейских церемониях, в частности в 2005 году на похоронах великой герцогини Люксембурга Жозефины-Шарлотты и князя Монако Ренье III.
12 декабря 2008 года назначен советником генерального директора ГМК «Норильский никель» и членом правления Института никеля. Его деятельность, в числе прочего, была направлена на реализацию программы компании «Норильский никель» по оспариванию решения Еврокомиссии о классификации ряда соединений никеля в качестве опасных веществ. В январе 2014 года покинул этот пост.
В 2014 году учредил «Императорский фонд исследования онкологических заболеваний», который способствовал открытию детского хосписа в Павловске и Паллиативного центра для иногородних детей с тяжёлыми и ограничивающими жизнь заболеваниями. В 2019 году возглавил Управляющий совет Всероссийского благотворительного Фонда продовольствия «Русь», помогающего продуктами питания социально незащищённым соотечественникам на всей территории России.

## Личная жизнь
20 января 2021 года на официальном сайте «Российского императорского дома» было объявлено о грядущей свадьбе Георгия Романова и итальянки Ребекки Вирджинии Беттарини (в православии — Виктории Романовны; р. 1982), дочери дипломата Роберто Беттарини и его жены Карлы Вирджинии Каччаторе. Её отец внёс весомый вклад в решение вопроса о строительстве православного храма Святой Екатерины в Риме. За своё содействие Русской православной церкви и труды по развитию российско-итальянских связей, Великой Княгиней Марией Владимировной был возведён в достоинство кавалера Императорского Ордена Святой Анны I степени, благодаря чему причислен к историческому потомственному дворянству Российской Империи (см. также: Пожалования титулов и орденов Российской империи после 1917 года).
С 2017 года Ребекка Беттарини была директором благотворительного Российского Императорского фонда. С 2019 года она проживает в Москве. 12 июля 2020 года в Петропавловском соборе была принята в православие. В том же году, за участие в делах милосердия в России и за содействие гуманитарному сотрудничеству между Россией и Европой, была возведена Марией Владимировной в достоинство кавалерственной Дамы Императорского Ордена Святой Великомученицы Анастасии Узорешительницы.
24 января 2021 года в костромском Ипатьевском монастыре состоялось обручение Георгия Романова и Виктории Беттарини. Бракосочетание состоялось 1 октября 2021 года в Исаакиевском соборе Санкт-Петербурга. 21 мая 2022 года Георгий Михайлович сообщил, что его супруга ждёт ребёнка. 21 октября 2022 года у Георгия Михайловича родился сын, названный Александром в честь Александра Невского. 2 июня 2025 года родилась дочь Кира-Леонида. 

## Награды
Награждён российскими и иностранными династическими орденами, в том числе кавалер итальянского королевского ордена Благовещения, португальского Ордена Крыла Святого Михаила, эфиопского Святой Троицы и т. д.
- 2 сентября 2010 года награждён юбилейной медалью «20 лет Приднестровской Молдавской Республики»[25].
- Орден Святителя Бруклинского Рафаила I степени («за усердные труды по укреплению доброй деятельности Императорского Фонда изучения онкологических заболеваний и в связи с многолетним, самоотверженным и достославным служением благу народов Отечества нашего и Рассеяния Русского»), 6 мая 2018 года[26].
- Медаль Преподобного Благоверного князя Олега Брянского I степени[значимость факта?]